# Finale FA Cup 1989
De FA Cup-finale van 1989 werd gehouden op zaterdag 20 mei 1989 in het Wembley Stadium
Het was de 101ste finale van de FA Cup. De scheidsrechter was Joseph Worrall. Liverpool won de beker met 3-2 van Everton FC na verlenging

## De weg van Liverpool naar Wembley

### 3e ronde
In de 3e ronde van de FA Cup versloeg Liverpool op 7 januari 1989 Carlisle United met 3-0 door één doelpunt van Peter Beardsley en twee van Steve McMahon.

### 4e ronde
Op 29 januari 1989 wachtte in de 4e ronde van de FA Cup Millwall. Deze wedstrijd was live te zien op de Engelse televisie. Door de doelpunten van John Aldridge in de 57e minuut en van Ian Rush in de 67e minuut plaatste Liverpool zich voor de 5e ronde van dit prestigieuze toernooi.

### 5e ronde
Op zaterdag 18 februari 1989 wachtte in de 5e ronde van de FA Cup Hull City. Liverpool won deze match met 3-2 door de doelpunten van John Barnes in de 15e minuut en van Aldridge in de 52e en 53e minuut, en plaatste zich zodoende voor de kwartfinale.

### Kwartfinale
Op 18 maart 1989 wachtte in de kwartfinale van de FA Cup Brentford City. Liverpool won deze match met 4-0 door de doelpunten van McMahon in de 15e en de 62e minuut en die van Beardsley in de 79e en 82e minuut. Zodoende plaatsen The Reds zich voor de halve finale tegen Nottingham Forest.

### Halve finale
Op zaterdag 15 april 1989 wachtte in de halve finale Nottingham Forest. Traditiegetrouw werd deze op neutraal terrein gespeeld. Gekozen werd voor Hillsborough, het stadion van Sheffield Wednesday. Na 6 minuten werd de wedstrijd gestaakt als gevolg van wat later bekend zou staan als de Hillsboroughramp.
Ruim een maand later, op zondag 7 mei 1989, werd de wedstrijd opnieuw gespeeld, ditmaal op Old Trafford. Liverpool won met 3-1 van Nottingham door de doelpunten van Aldridge in de 4e en 58e minuut en een eigen doelpunt van Nottingham.

## Finale
|                       |                                |                       |                        |                                                                             |
| 20 mei 1989 15:00 uur | Liverpool FC                   | 3 – 2 (na extra tijd) | Everton FC             | Wembley Stadium, Londen Toeschouwers: 82.800 Scheidsrechter: Joseph Worrall |
| 20 mei 1989 15:00 uur | Aldridge 4' Rush 95' Rush 104' |                       | 89' McCall 102' McCall | Wembley Stadium, Londen Toeschouwers: 82.800 Scheidsrechter: Joseph Worrall |

| Liverpool | Everton |

|                |    |                  |  |     |
|                |    |                  |  |     |
| GK             | 1  | Bruce Grobbelaar |  |     |
| CB             | 2  | Gary Ablett      |  |     |
| LB             | 3  | Steve Staunton   |  | 90' |
| RB             | 4  | Steve Nicol      |  |     |
| CM             | 5  | Ronnie Whelan    |  |     |
| CB             | 6  | Alan Hansen      |  |     |
| CF             | 7  | Peter Beardsley  |  |     |
| CF             | 8  | John Aldridge    |  | 73' |
| RM             | 9  | Ray Houghton     |  |     |
| LM             | 10 | John Barnes      |  |     |
| CM             | 11 | Steve McMahon    |  |     |
| Wisselspelers: |    |                  |  |     |
| DF             | 12 | Barry Venison    |  | 90' |
| FW             | 14 | Ian Rush         |  | 73' |
| Coach:         |    |                  |  |     |
| Kenny Dalglish |    |                  |  |     |

|                |    |                   |  |     |
|                |    |                   |  |     |
| GK             | 1  | Neville Southall  |  |     |
| RB             | 2  | Neil McDonald     |  |     |
| LB             | 3  | Pat Van Den Hauwe |  |     |
| CB             | 4  | Kevin Ratcliffe   |  |     |
| CB             | 5  | Dave Watson       |  |     |
| CM             | 6  | Paul Bracewell    |  | 59' |
| RM             | 7  | Pat Nevin         |  |     |
| CM             | 8  | Trevor Steven     |  |     |
| CF             | 9  | Graeme Sharp      |  |     |
| CF             | 10 | Tony Cottee       |  |     |
| LM             | 11 | Kevin Sheedy      |  | 78' |
| Wisselspelers: |    |                   |  |     |
| MF             | 12 | Ian Wilson        |  | 78' |
| MF             | 14 | Stuart McCall     |  | 59' |
| Coach:         |    |                   |  |     |
| Colin Harvey   |    |                   |  |     |

1980 · 1981 · 1982 · 1983 · 1984 · 1985 · 1986 · 1987 · 1988 · 1989 · 1990 · 1991 · 1992 · 1993 · 1994 · 1995 · 1996 · 1997 · 1998 · 1999 · 2000 · 2001 · 2002 · 2003 · 2004 · 2005 · 2006 · 2007 · 2008 · 2009 · 2010 · 2011 · 2012 · 2013 · 2014 · 2015 · 2016 · 2017 · 2018 · 2019 · 2020 · 2021 · 2022 · 2023 · 2024